# Antineura grandis
Antineura grandis är en tvåvingeart som först beskrevs av Carl Ludwig Doleschall 1858.  Antineura grandis ingår i släktet Antineura och familjen bredmunsflugor. Inga underarter finns listade i Catalogue of Life.